# Butte Valley National Grassland

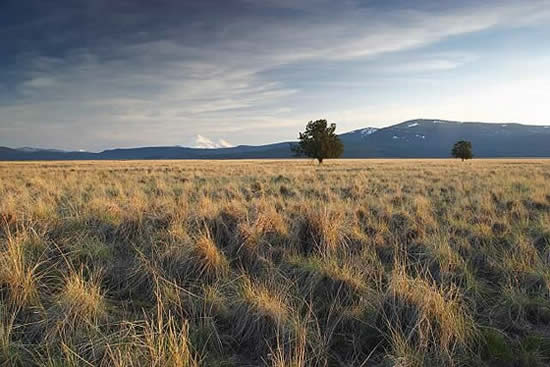
Butte Valley National Grassland

Butte Valley National Grassland is een federaal beschermd graslandgebied in het uiterste noorden van de Amerikaanse staat Californië. Dit National Grassland-gebied, sinds 1991 beheerd door de U.S. Forest Service als een onderdeel van het Klamath National Forest, is 7.456 ha groot. Het ligt in het noorden van Siskiyou County, bij de grens met Oregon, in de buurt van de dorpen Dorris en Macdoel. De administratieve zetel bevindt zich in Yreka. Het gebied wordt doorsneden door U.S. Route 97 en grenst aan de Butte Valley Wildlife Area.

## Geschiedenis
Butte Valley ligt in het bekken van de Klamath River, op een hoogte van ongeveer 1.300 meter. Jaarlijks valt er zo'n 300 mm neerslag. De bodems zijn voornamelijk vlak en zanderig. Die bodems trokken oorspronkelijk homesteaders aan. Er werden grachten gegraven en het land werd geploegd, afgewaterd en begraasd. In de jaren 1940 werd een deel van Butte Valley gebruikt om bommen uit te proberen. Als een gevolg van deze verschillende activiteiten en door de droogte van de jaren 1930 daalde de productiviteit van het land en werd duidelijk dat Butte Valley nood had aan nieuwe vormen van bodemgebruik.
In 1937 kocht de federale overheid voor het eerst deze marginale gronden aan. In 1943 had de overheid alle gronden verworven en kreeg het project om Butte Valley opnieuw waardevol te maken de naam Butte Valley Land Use Project (LUP). De Soil Conservation Service, dat aangeduid werd om de vallei te beheren, begon de eerste werken door er Agropyron cristatum te planten. Er werden allianties opgezet om de begrazing te regelen. De graslanden werden tot in 1991 begraasd. Het beheer van Butte Valley werd in 1954 doorgegeven aan de Forest Service, meer bepaald aan het Gooseneck Ranger District van het naburige Klamath National Forest. Het Butte Valley LUP werd echter niet meteen een National Grassland, maar bleef functioneren als aparte 'aankoop-eenheid'. Er was namelijk twijfel over wat er op lange termijn met Butte Valley diende te gebeuren. In de jaren 80 werd er bijvoorbeeld overwogen om er een gevangenis of stortplaats van te maken. In 1984 werd er toch een aanvraag ingediend om er een National Grassland van te maken, op vraag van Californische politici, landbouwers, diensten en burgers. Uiteindelijk, in 1991, werd Butte Valley het 21e National Grassland van de U.S. Forest Service.

## Ecologie
Butte Valley werd historisch door vier habitattypes gekenmerkt: alkalihoudend drasland, meerjarig grasland, dennenbos en alsemsteppe. Het landschap werd gedomineerd door gras- en draslanden, met weinig struiken en bomen. In de laaggelegen gebieden waren Distichlis-grassen en Elymus cinereus dominant. In de hoger gelegen gebieden nemen ponderosaden en Festuca idahoensis over. Op de droogste plaatsen waren de alsem Artemisia tridentata en het gras Pseudoroegneria spicata dominante soorten.
Door de introductie van grote grazers en uitheemse grassen in de vroege jaren 1900 ging het merendeel van de meerjarige graslanden verloren. Zij evolueerden vaak tot standplaatsen van Artemisia tridentata, Chrysothamnus-soorten en zwenkdravik. Westelijke jeneverbes slaagde erin de vallei binnen te dringen, deels als een gevolg van vuurbestrijding en begrazing. Ook door landbouwontwikkeling verdwenen de dennenbossen en werden de drasland afgewaterd.
Tegenwoordig is Butte Valley een geliefde bestemming voor vogelaars. Soorten die er worden aangetroffen zijn bergspotlijster, Brewers gors, strandleeuwerik en roodoorgors. Roofvogels die er broeden - aangetrokken door kleine knaagdieren - zijn steenarend, prairievalk, roodstaartbuizerd en prairiebuizerd. Ook de rosse ruigpootbuizerd heeft hier in het verleden gebroed.